# Farāmarzī
Farāmarzī (persiska: فرامرزی) är en ort i Iran.   Den ligger i provinsen Bushehr, i den södra delen av landet, 900 km söder om huvudstaden Teheran. Farāmarzī ligger 612 meter över havet och antalet invånare är 179.
Terrängen runt Farāmarzī är huvudsakligen kuperad, men åt sydost är den platt. Runt Farāmarzī är det ganska glesbefolkat, med 31 invånare per kvadratkilometer. Närmaste större samhälle är Jam, 3,5 km sydost om Farāmarzī. Omgivningarna runt Farāmarzī är i huvudsak ett öppet busklandskap.